# Carabus neli
Carabus neli es una especie extinta de insecto adéfago del género Carabus, familia Carabidae. Fue descrita científicamente por Deuve en 1998.
Habitó en Saint-Bauzile, distrito de Privas.